# Croissy-sur-Celle

Croissy-sur-Celle este o comună în departamentul Oise, Franța. În 1 ianuarie 2022 avea o populație de 234 de locuitori.